# 浅利氏
浅利氏（あさりし）は、日本の氏族である。本姓は清和源氏義光流を称し、甲斐国八代郡浅利郷（現・山梨県）を本拠とした甲斐浅利氏と、それから分かれ、出羽国比内郡（現・秋田県）を本拠とした出羽浅利氏の2流がある。

## 歴史
平安時代後期には源義清・清光（逸見冠者）親子が甲斐国市河荘に土着し、清光の子孫（甲斐源氏）は甲府盆地各地へ土着するが、浅利氏は清光の子義遠（義成とも、通称・浅利与一）が八代郡浅利郷（現・山梨県中央市浅利一帯）に土着して称したという。浅利郷に比定される中央市に浅利氏の足跡は乏しいが、大福寺には平安時代の多聞天立像が伝来しており、甲斐源氏に由来する造像であると考えられている。
以仁王の平家討伐令旨が東国にもたらされると甲斐源氏は武田信義や安田義定を中心に挙兵し、治承・寿永の乱において活躍する。『源平盛衰記』『平家物語』によれば、浅利義遠は治承・寿永の乱では壇ノ浦の戦いにおいて遠矢で活躍したという。義遠は佐奈田与一・那須与一・浅利与一の三与一と並び称されて、坂東武者随一の豪弓者との呼び声が高かった。また、『吾妻鏡』によれば、建久年間の祭祀行列の中に浅利冠者長義の名がある浅利義成の兄・田井小二郎の名前を混同したとも考えられる。
また『吾妻鏡』建仁元年6月29日（1201年）の記述に、先の越後国鳥坂で反乱を起こした城小太郎資盛一族囚女坂額御前を妻にと願い出た浅利与一義遠の逸話が記述されている。女丈夫にて弓矢は男を凌ぐ豪力でありながら、陵園の妾にも匹敵する美しさを備えていたという坂額御前を所望した義遠は勇躍甲斐国へと下向したという。山梨県笛吹市境川町小黒坂には、坂額御前の墓所と伝わる坂額塚がある。
その後、浅利氏はそのまま甲斐国に土着した流れと、出羽国の領地に移った流れとに別れた。

## 甲斐浅利氏

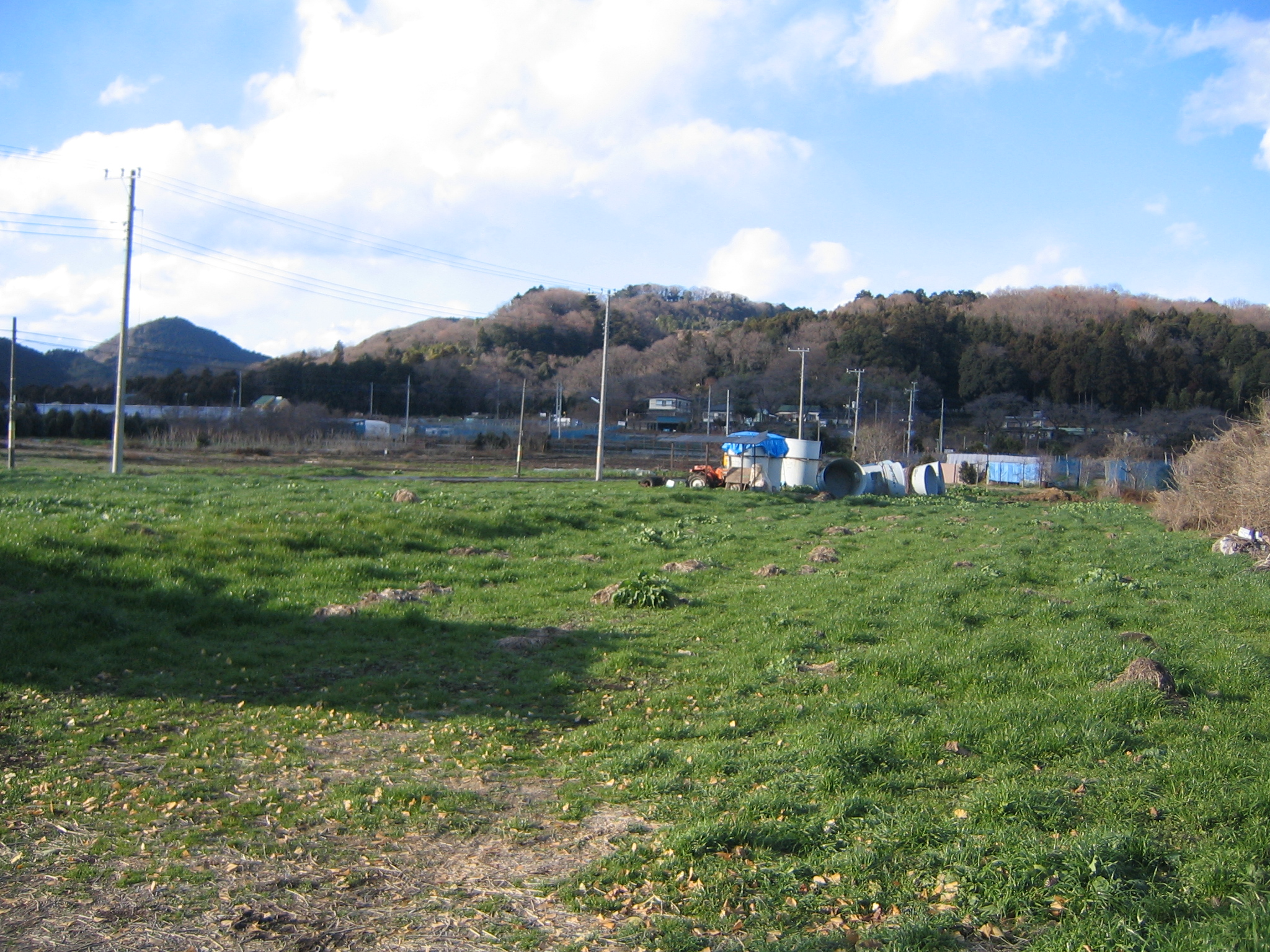
三増峠古戦場

戦国時代には甲斐武田氏家臣に浅利氏の一族が見られ、武田家の譜代家老である浅利虎在（伊予守）・信種（右馬助）親子がいる。『甲斐国志』によれば、虎在の子息には信種・下条讃岐守がいる。
信種は永禄9年（1566年）以降に武田信玄側近として見られ、永禄10年（1567年）8月の下之郷起請文では奉行として活動している。永禄11年（1568年）以前に西上野の箕輪城の城代になったと考えられている。永禄12年（1568年）8月には相模国の後北条氏の本拠である小田原城を攻め、同年10月にはその帰途に三増峠の戦いが起こり、この戦いで信種は戦死する。土地の人民は浅利明神を建立して祀っており、今日も古戦場近くに現存している。
信種の子息には彦次郎があり、『甲斐国志』『岩淵夜話集』によれば天正10年（1582年）6月の天正壬午の乱に際して三河国の徳川家康に従い、徳川家臣の本多忠勝に仕えたという。ほか、「惣人数」『甲陽軍鑑』には「浅利式部」の存在が記されている。
箕輪城代は信種戦死後、内藤昌秀・昌月親子が継承している。

## 比内浅利氏
出羽の浅利氏は比内地方（秋田県北部）の豪族だが、この一族も義遠の末裔とされている。

### 鎌倉時代以前
義遠が壇ノ浦の戦いで勲功（『平家物語』第十一・遠矢）を挙げた論功行賞で奥羽比内郡を地頭として拝領したとされる。当面は任地に赴くことなく遥任（代官管理）したようであるが、その実態は明らかではない。
後、義遠と板額御前との間に生まれたと思われる子太郎は、1226年（嘉禄2年）白河関袋辻において、若宮禅師ら博徒不善の輩が謀反を企てたところに遭遇した。太郎は結城七郎朝広と折節相逢うてこの乱を力合わせて鎮め、若宮公暁の首を差し出した。同年5月16日  白河関での陰謀の成敗をめぐり結城七郎と浅利太郎の争論となり判決は下るが、その内容を吾妻鏡は詳細に伝えていない。 争論の是非は別にして、甲斐浅利太郎が白河の関で事件に偶然遭遇したとすれば、結城氏は在地御家人としての出動で、浅利太郎の行先は父・与一の地頭任地である奥州の比内郡が目的地ではなかったかと考えられる。
この白河関の一件から8年後の1334年（建武元年）に比内の有力豪族に浅利六郎四郎清連が津軽大光寺曽我氏の子彦三郎を預かる記録がある。

### 室町時代以降
混乱した南北朝時代、清連の去就（北朝武家方・南朝宮家方）も複雑で侍大将としての行動は定かではないところが多い。
その16年後、沙弥浄光が甲斐国と比内を領有するという文書「沙弥浄光譲状書」があるが、浅利氏との関与は意味深いものがあるとされ、具体的な場所地名は詳細で蓋然性が高いとされている。
藤沢市清浄光寺の過去帳「時衆過去帳」には比内浅利氏の阿号房号が記載され、このような信仰深い行動は勢力安定を祈願するもので、当時流行の熊野詣でにも比内浅利氏の隆盛が記載されている。
1468年（応永2年）の年季がある棺が二ッ井（現・能代市）梅林寺境内から出土、「羽州扇田住浅利勘兵衛則章」の名前が併記されている。
1525年（大永5年）男鹿本山再興の棟札に「浅利源朝臣貞義」の名前の記載あり。
1527年（大永7年）比内郡頭領浅利則頼が鳳凰山玉林寺を開基。
1550年（天文19年）則頼没。
その後、則祐、勝頼、頼平と続いたが、1598年（慶長3年）、檜山安東氏との私闘で係争中だった頼平が評定中に没し、比内浅利氏は崩壊した。その後頼平の弟である頼広が笹館城（大館市）で挙兵するも、檜山安東氏の軍勢に敗れ、頼広は自害した。
1602年（慶長7年）浅利家本家、勘兵衛家、長兵衛家の子孫の浅利牛欄が、鷹匠として横手佐竹氏に仕官した。浅利則祐の子孫は藤琴に残る。

## 家紋
浅利氏の使用紋は、「十本骨扇」、または「五本骨扇」であるが、1602年（慶長7年）に佐竹氏（久保田藩）へと仕官したころ「雁金」へと変更されている。
常陸佐竹氏は甲斐源氏流同門で浅利氏とは古い縁戚にあった。その佐竹氏の家紋は五本骨扇に月丸である。平安末期の奥州合戦のとき、佐竹秀義が宇都宮の源頼朝のもとに参集した際、頼朝と同じ白旗で駆けつけたことに対して旗を変更するよう指示された。その時、頼朝は月丸を描いた扇を与え、以後佐竹の紋にするよう命じ、これ以降佐竹氏は扇を紋としている。その佐竹氏の扇紋を憚り、雁金紋へと改めたのである。

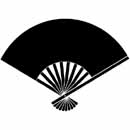
十本骨扇
五本骨扇
佐竹扇
雁金